# رودولف أولدن
رودولف أولدن (بالألمانية: Rudolf Olden)‏ (و. 1885 – 1940 م) هو صحفي، ومحامي، وشاعر قانوني ‏، وكاتب سير من ألمانيا . ولد في شتتين.
توفي عن عمر يناهز 55 عاماً.

## أعمال بارزة
من أهم أعماله:
- Stresemann
- "In tiefem Dunkel liegt Deutschland".